# Weissia cryptodon
Weissia cryptodon là một loài rêu trong họ Pottiaceae. Loài này được Mont. mô tả khoa học đầu tiên năm 1845.